# Diplodia viciae
Diplodia viciae är en svampart som beskrevs av Schembel 1913. Diplodia viciae ingår i släktet Diplodia och familjen Botryosphaeriaceae.   Inga underarter finns listade i Catalogue of Life.